# Малое Кривое (озеро, Россия)
Малое Кривое озеро — озеро в Таборинском муниципальном районе Свердловской области, Россия.

## Географическое положение
Малое Кривое озеро расположено в муниципальном образовании «Таборинский муниципальный район» Свердловской области, в 16 километрах к югу-юго-востоку от села Таборы, в междуречье рек Тавда и Большая Емельяшевка (правый приток реки Тавда). Озеро площадью - 0,4 км², с уровнем воды - 59,6 метра.

## Описание
Озеро имеет поверхностный сток в реку Большая Емельяшевка. Берега местами заболочены и покрыты лесом. В озере водится карась, верховка, гольян и гнездится водоплавающая птица.